# Zastava Grčke
Zastava Grčke sastoji se od devet jednako širokih vodoravnih pruga naizmjenično plave i bijele boje. Na lijevoj strani gore zastava ima plavi kvadrat s bijelim križem. Križ simbolizira Grčku pravoslavlje, glavnu vjeroispovijest u Grčkoj. Devet pruga simbolizira devet slogova mota "Έλευθερία ή Θάνατος" ([Elefθe'ria i 'θanatos], "Sloboda ili Smrt" - pet plavih pruga stoji za pet slogova riječi "Έλευθερία" a četiri bijele za četiri sloga "ή Θάνατος"). Omjer dužine i širine zastave je 2:3.

## Vanjske poveznice
- presidency.gr   Arhivirana inačica izvorne stranice od 15. listopada 2008. (Wayback Machine)
- Flags of the world